# Touldé Doubango
Touldé Doubango este o comună din departamentul Boghé, Regiunea Brakna, Mauritania, cu o populație de 10.000 locuitori.